# Bebersee (Templin)
Bebersee [beːbɐˈzeː] ist ein Gemeindeteil von Groß Dölln, das seit 2003 ein Ortsteil der Stadt Templin im Landkreis Uckermark (Brandenburg) ist. Der Ort liegt am Bebersee im geschützten Biosphärenreservat Schorfheide-Chorin. Er entstand aus einer Zaunsetzerstelle (1718 erstmals genannt) am Großen Wildzaun in der Schorfheide. 1749 wurde anstelle eines Vorwerks ein Kolonistendorf gegründet. Zunächst bildeten Bebersee und das naheliegende Groß Väter eine Gemeinde, um 1775 wurden sie eigenständige Gemeinden. Bebersee verlor zum 1. Januar 1960 mit der Eingemeindung in Groß Dölln seine Selbständigkeit.

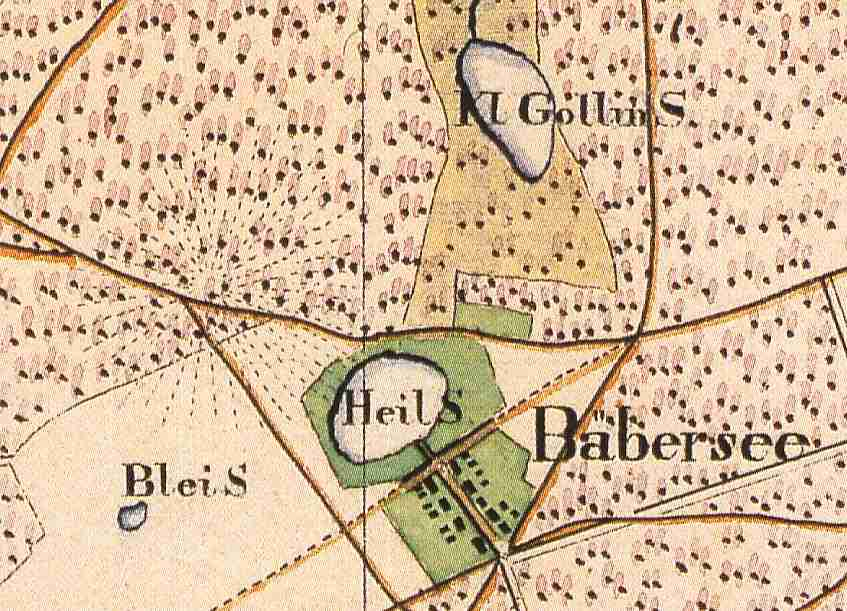
Bebersee mit gleichnamigen See und Bleisee auf dem Urmesstischblatt 2947 Vietmannsdorf von 1826

## Geographische Lage
Die Gemarkung Bebersee grenzt im Norden an Vietmannsdorf und Gollin, im Osten an Temmen-Ringenwalde, im Süden an die Stadt Joachimsthal (Amt Joachimsthal (Schorfheide)) und Groß Schönebeck (Ortsteil der Gemeinde Schorfheide) und im Westen an die Gemarkung von Groß Väter. Auf der Gemarkung liegen die Wohnplätze Döllnkrug, Waldhaus und Wucker. Zur Gemarkung Bebersee gehören auch die Seen Bebersee, Bleisee, Großdöllner See, Kleindöllner See, Teutzensee und Wuckersee. Das einzige nennenswerte Fließgewässer ist das Döllnfließ.

## Geschichte
Um 1660 ließ der Große Kurfürst den sog. „Großen Wildzauns“ von der Havel bis zur Oder wieder errichten. Der Wildzaun sollte das Wild in der Schorfheide am Überwechseln auf das nördlich davon liegende Kulturland hindern. Der bereits Mitte des 16. Jahrhunderts angelegte Wildzaun war im Dreißigjährigen Krieg zerstört worden oder verfallen. Zur Instandhaltung dieses Zauns wurden entlang des Wildzaunes insgesamt 12 Zaunsetzerstellen geschaffen. Eine Stelle übernahm der Schulze von Groß-Ziethen gegen Lohn, die übrigen Zaunsetzerstellen (größere Höfe) wurden durch Rodung in dem großen Waldgebiet neu angelegt.
1718 wurde die Zaunsetzerstelle des Peter Stein am Wildzaun im Reiersdorfer Forstrevier erstmals genannt. Er hatte damals 96 Morgen Acker (1 Morgen zu 400 Quadratruten), u. a. am Bleisee und Wiesen am Döllnfließ. Auf diesen hielt er 16 Kühe und 30 Schafe. Das Land gehörte ursprünglich dem Kloster Zehdenick und war bei der Säkularisation des Klosters 1541 an das Amt Zehdenick gekommen. 1721 fasste das Amt den Plan, die Zaunsetzerstellen in Vorwerke umzuwandeln. Bis 1723 war der Plan umgesetzt worden. Das Vorwerk wurde zuerst nach Peter Stein benannt, erst 1736 erscheint auch der Name „Beversee“ (das Vorwerk Bebersee auch Stein genannt). Die Benennung des Vorwerks bzw. des späteren Kolonistendorfes erfolgte nach der Lage am Südufer des Bebersees, dessen Name nach Sophie Wauer als Bibersee zu verstehen ist, zu niederdeutsch Bäwer = Biber. 1736 gehörten zum Vorwerk 306 Morgen Land, davon waren 289 Morgen Acker, 48 Morgen Wiese und 4 Morgen Gartenland. Es waren auch bereits zwei Taglöhnerwohnungen entstanden.
1747 erließ der preußische König Friedrich der II. ein Edikt, mit dem Einwanderer in damals dünn besiedelte Landstriche der Mark Brandenburg und zur Urbarmachung des Oderbruchs angeworben werden sollten. Die Kosten für die Einrichtung einer Bauernstelle sollten 400 Taler nicht überschreiten. Am 11. Mai 1748 war eine Gruppe von 69 pfälzischen Familien in Berlin eingetroffen. Sie sollten ursprünglich für die Urbarmachung des Oderbruchs angesetzt werden. Die Pläne wurden anscheinend geändert, denn 30 Familien wurden bei ehemaligen Vorwerk Blankenpfuhl angesetzt; die Siedlung erhielt später den Namen Friedrichswalde. Ein Teil der anderen Familien wurden als „Colonisten“ für Bebersee, Groß Väter und Kurtschlag vorgesehen. Im September 1748 wurden sie zunächst in Storkow und Groß Dölln untergebracht. Mit der Projektierung und dem Bau der Häuser in Bebersee wurde der Zehdenicker Zimmermeister Köhn beauftragt. In Bebersee sollten fünf Familien angesiedelt werden. Da die zukünftigen Kolonisten kein Saatgut und keine Ackergeräte und Zugtiere hatten, wurden die Bauern aus Groß Schönebeck verpflichtet, die im Herbst 1748 die Wintersaat auszubringen. 1749 wurde mit dem Bau der Kolonistenhäuser begonnen, und noch 1749 war die Hälfte der Bauarbeiten bereits durchgeführt. Die Kolonisten erhielten Bauholz gestellt, mussten jedoch beim Bau mithelfen. Ende November drohte Zimmermeister Köhn jedoch mit dem Einstellen der Bauarbeiten, da er noch kein Geld als Abschlagszahlung bekomme habe. Ende Juni 1750 wurde das „Abnahmeprotokoll der Gebäude in Bewersee“ unterschrieben und Köhn bezifferte die Kosten in seiner Endabrechnung mit 1004 Taler, 18 Groschen und 2 Pfennige. Jeder Bauernhof erhielt als Ausstattung drei bis vier Ochsen als Zugtiere, drei Kühe, ein Mutterschwein, 15 bis 20 Schafe sowie einen Pflug und einen Wagen. Weiter erhielten sie zur Hofstelle mit Garten zwei Morgen, 90 Morgen Ackerland und 16 Morgen verwilderte Wiese. Die Kosten für den Aufbau der neuen Kolonie betrugen 1645 Taler, 11 Groschen und 10 Pfennige. Das königliche Kostenlimit für die Einrichtung einer Bauernstelle wurde also deutlich unterschritten. Die fünf Kolonisten George Christian, Niclaus Zenß, Conrad Jung, Peter Esling und Johann Christian mussten sich verpflichten, die Höfe bis in die dritte Generation zu übernehmen. Erst danach konnten die Inhaber darüber frei verfügen, z. B. sie verkaufen. Sie erhielten das Recht trockenes Holz zum eigenen Bedarf in den nahe gelegenen Wäldern zu sammeln und mussten dafür lediglich einen „Brennzins“ von einem Taler entrichten. Für Reparaturen an den Häusern erhielten sie Bauholz für ein Drittel des Preises. Außerdem durften sie ihr Vieh „in der Heide“ (im Wald) weiden lassen. Dagegen durften sie Getränke nur vom Amt Zehdenick beziehen und mussten ihr Getreide in der Wassermühle bei Dölln (heute Wohnplatz Klein Dölln) mahlen lassen. Vermutlich schon um 1750 entlang der Dorfstraße Lindenbäume gepflanzt, von denen noch einige stehen.
Bis 1782 bildeten Bebersee und das gleichzeitig entstandene Groß Väter eine Gemeinde. Schulze der beiden „Kolonien“ war ein gewisser Muhme. Vermutlich war es der frühere Zaunsetzer bei Groß Väter Martin Muhme oder bereits dessen Sohn. In der neuen Gemeinde wohnten nun insgesamt 9 Bauern, darunter der Schulze Muhme, der als einziger 3½ Hufen Land bekommen, zusammen mit 29 Morgen Wiese und 2 Morgen Gartenland, die anderen 8 Bauern hatten jeweils 3 Hufen Land erhalten mit 16 Morgen Wiesen und 2 Morgen Gartenland. Der Schulmeister besaß ½ Hufe und 3 Morgen Wiese, 11 Büdner mit je 2½ Morgen Gartenland. Außerdem gab es noch 5 sonstige Paare, ein Hirt in Groß Väter und ein Kuhhirt in Bebersee. Insgesamt lebten in den beiden Orten zusammen 121 Menschen. 1777 wurde in Groß Väter eine gemeinsame Schule für die Kinder von Groß Väter und Bebersee gebaut. 1782 wurden die beiden Gemeinden eigenständig, 1791 gab es in Bebersee fünf Bauern mit je 108 Morgen Land, den Schulmeister mit Dienstland, fünf Büdner, fünf Paare und zwei einzelne Einlieger. Für 1801 sind sechs Vollbauern, fünf Büdner und sechs Einlieger angegeben. 1827 wurde der Abschnitt der alten Heerstraße Berlin nach Prenzlau von Groß Schönebeck durch die Schorfheide in Richtung Gollin zur Chaussee ausgebaut. Sie führte zwar an Bebersee vorbei, brachte jedoch für viele Einwohner von Bebersee Arbeit. Bis 2005 sie die Bundesstraße 109, bis diese 2005 ca. 10 bis 15 km weiter nach Westen verlegt wurde. Seither ist sie die L 100 des Landes Brandenburg. 1840 gab es im Ort zehn Wohnhäuser. Bis 1852 war eine Bockwindmühle entstanden. Sie stand südwestlich des Ortskerns etwa zwischen dem Bebersee und dem Bleisee. Der Standort ist auch heute noch durch ein Hammergrundstück gut zu erkennen. Von der Mühle selber haben sich aber keine Reste erhalten. 1860 zählte man im Dorf ein öffentliches Gebäude, zehn Wohnhäuser und 22 Wirtschaftsgebäude, darunter eine Getreidemühle (Bockwindmühle). 1900 standen im Dorf 21 Wohnhäuser. 1907 wird die Wohnbevölkerung wie folgt beschrieben: vier Kossäten (!) mit 31 bis 47 ha Land, ein Viertelbüdner und Viehhändler mit 5,5 ha, ein Schiffseigner, zwei Maurer und eine Arbeiterin. Erst 1911 bekam Bebersee eine eigene Schule. Das Schulgebäude erhielt einen Glockenturm und das Schulzimmer wurde auch für den Gottesdienst genutzt. 1931 standen in Bebersee 34 Wohnhäuser. Ab 1936 gab es Pläne zur Umsiedelung von Bebersee und Groß Väter. die jedoch nicht verwirklicht wurden. Erst Ende der 1930er Jahre erhielt Bebersee Anschluss an das Elektrizitätsnetz.
Im Zuge des beginnenden Kalten Krieges verließen 1949 etwa 30 Schüler die Schulfarm Insel Scharfenberg in West-Berlin und besuchten fortan eine neu eingerichtete Internatsschule im Landkreis Templin, die auch als „Ost-Scharfenberg“ bezeichnet wird. Sie wurde im März 1949 in Döllnkrug eröffnet und im September 1949 nach Himmelpfort verlegt. Zu den Schülern „Ost-Scharfenbergs“ in Döllnkrug gehörte der Schauspieler Jürgen Holtz. In den 1950er Jahren wurde die Schule in Bebersee geschlossen.
1966 gab der letzte landwirtschaftliche Betrieb in Bebersee auf. Danach war Bebersee reine Wohnsiedlung, in der sich auch Künstler ansiedelten. 1997 siedelten sich zwei Maler im Ort an und betreiben seither eine Galerie in Bebersee.
Die Landschaft um Bebersee bietet vielfältige Naturschönheiten, Entspannung und Ruhe. Baden, Radwandern und Wanderungen (z. B. der „Döllnkrugwanderweg“ – roter Balken oder der „Heideweg“ – blauer Balken) sind in dieser einmaligen landschaftstypischen Natur besonders beliebt. Bis nach Templin, der Perle der Uckermark, sind es ca. 20 km, bis nach Prenzlau ca. 35 km.

### Politische Geschichte
Zur Zeit der Gründung gehörte der Ort zum Amt Zehdenick, das die Verwaltungs- und Polizeiaufgaben wahrnahm. Bebersee lag damals im Uckermärkischen Kreis, der bei der Kreisreform 1816/7 auf die drei neuen Kreise aufgeteilt wurde. Bebersee kam zum Kreis Templin. 1872 wurde das Amt Zehdenick aufgelöst, dessen Aufgaben gingen auf den Kreis Templin über. In der Kreisreform von 1952 wurde der alte Kreis Templin in zwei Kreise, den neuen Kreis Templin und den Kreis Gransee aufgeteilt. Dabei verblieb Bebersee beim (neuen) Kreis Templin. Zum 1. Januar 1960 wurde Bebersee nach Groß Dölln eingemeindet und war seither Ortsteil von Groß Dölln. Nach der politischen Wende 1990 schloss sich Groß Dölln 1992 zusammen mit 13 anderen Gemeinden in der Umgebung der Stadt Templin zu einer Verwaltungsgemeinschaft zusammen, dem Amt Templin-Land. 1990 wurde der Kreis Templin noch in Landkreis Templin umbenannt. 1993 wurden die drei Landkreise Angermünde, Prenzlau und Templin zum Landkreis Uckermark zusammengelegt. Zum 26. Oktober 2003 wurde das Amt Templin-Land per Gesetz aufgelöst und die amtsangehörigen Gemeinden in die Stadt Templin eingegliedert. Seither ist Groß Dölln ein Ortsteil von Templin, Bebersee ist lediglich noch ein Gemeindeteil von Groß Dölln und damit ohne eigene kommunalpolitische Vertretung.

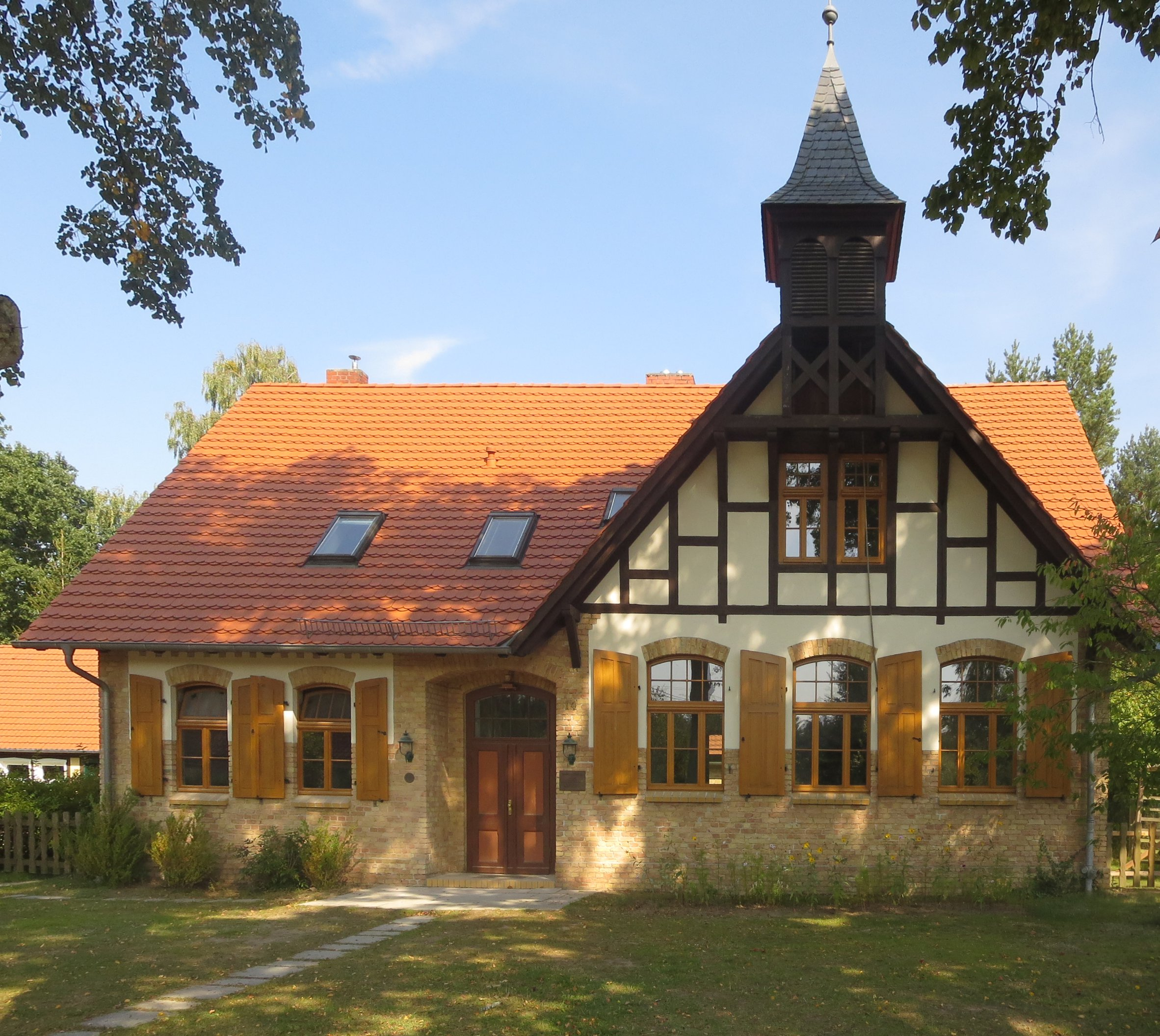
Altes Schul- und Bethaus

### Kirchliche Geschichte
Bis 1759 wurden Heiraten, Geburten und Sterbefälle der Beberseer Kolonisten in das Kirchenbuch in Groß Schönebeck eingetragen. Danach wurden die Personeneintragungen im Groß Döllner Kirchenbuch vorgenommen. In Groß Dölln war 1736 eine Kirche erbaut worden. Seither war Bebersee in Groß Dölln eingekircht. Der Friedhof in Bebersee wird heute von der Evangelischen Kirchengemeinde Groß Dölln verwaltet. Sie gehört zum Pfarrsprengel Hammelspring des Evangelischen Kirchenkreises Oberes Havelland.

## Freizeit und Kultur
Bebersee ist Urlaubsort, die Urlauber kommen meist aus dem Berliner Raum. Durch den Ort führt der Döllnkrugwanderweg von Groß Schönebeck zunächst nach Groß Dölln, dann weiter durch Groß Väter über Bebersee nach Gollin. Dort ist er mit dem Heideweg verbunden. In Bebersee werden Ferienwohnungen angeboten.
Seit 2001 findet in einem ehemaligen Flugzeughangar des ehemaligen sowjetischen Militärflughafens Groß Dölln das „Bebersee Festival - Das Kammermusikfestival in der Schorfheide“ statt. Der Flugzeughangar liegt allerdings nicht auf der Gemarkung Bebersee, sondern auf der Gemarkung Groß Dölln. Auch in der ehemaligen Schul- und Bethaus finden Veranstaltungen statt. Das Bebersee Festival erhielt 2004 den von der Tourismus Marketing Brandenburg in Zusammenarbeit mit dem Land Brandenburg für besonders förderungswürdige Projekte im Bereich der Zusammenarbeit der verschiedenen Kultur- und Tourismuspartner der Region vergebenen Tourismuspreis. 

## Naturschutz
Von Norden und der Gemarkung Gollin kommend erstreckt sich das Naturschutzgebiet Bollwinwiesen-Großer Gollinsee unter Einschluss des Großen Gollinsees, des Kleinen Gollinsees, weiter auf die Gemarkung von Bebersee unter Einschluss des Bebersees und des Bleisees, und dann weiter auf die Gemarkung Groß Väter unter Einschluss des Kleinen Vätersees und des Barsees mit ein.

## Denkmale und Sehenswürdigkeiten

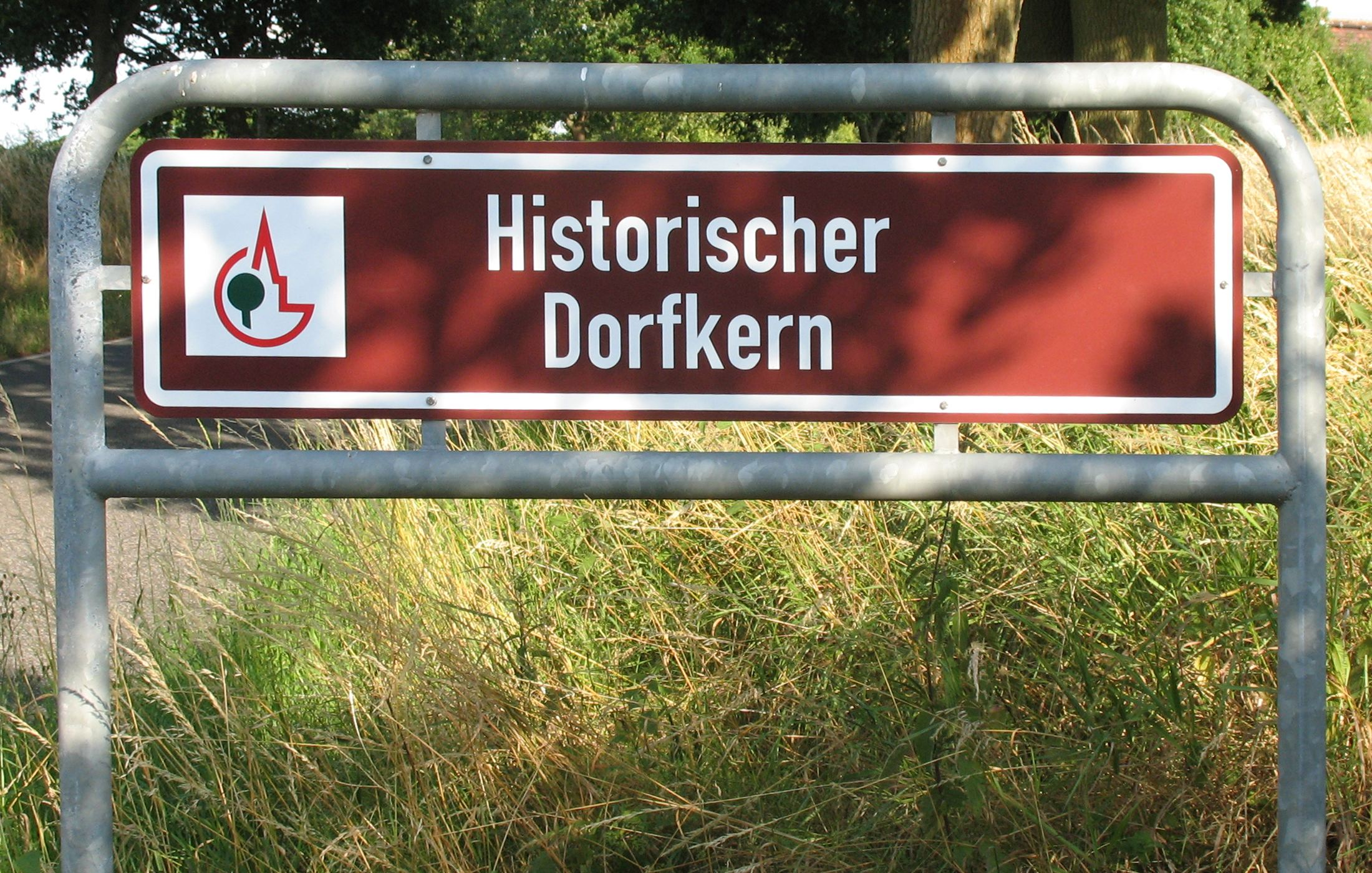
Hinweiszeichen „Historischer Dorfkern“

Bebersee ist Mitglied der Arbeitsgemeinschaft „Historische Dorfkerne im Land Brandenburg“.
Die nachstehenden Baudenkmale und das Bodendenkmal ist in der Denkmalliste des Landes Brandenburg für den Landkreis Uckermark verzeichnet.

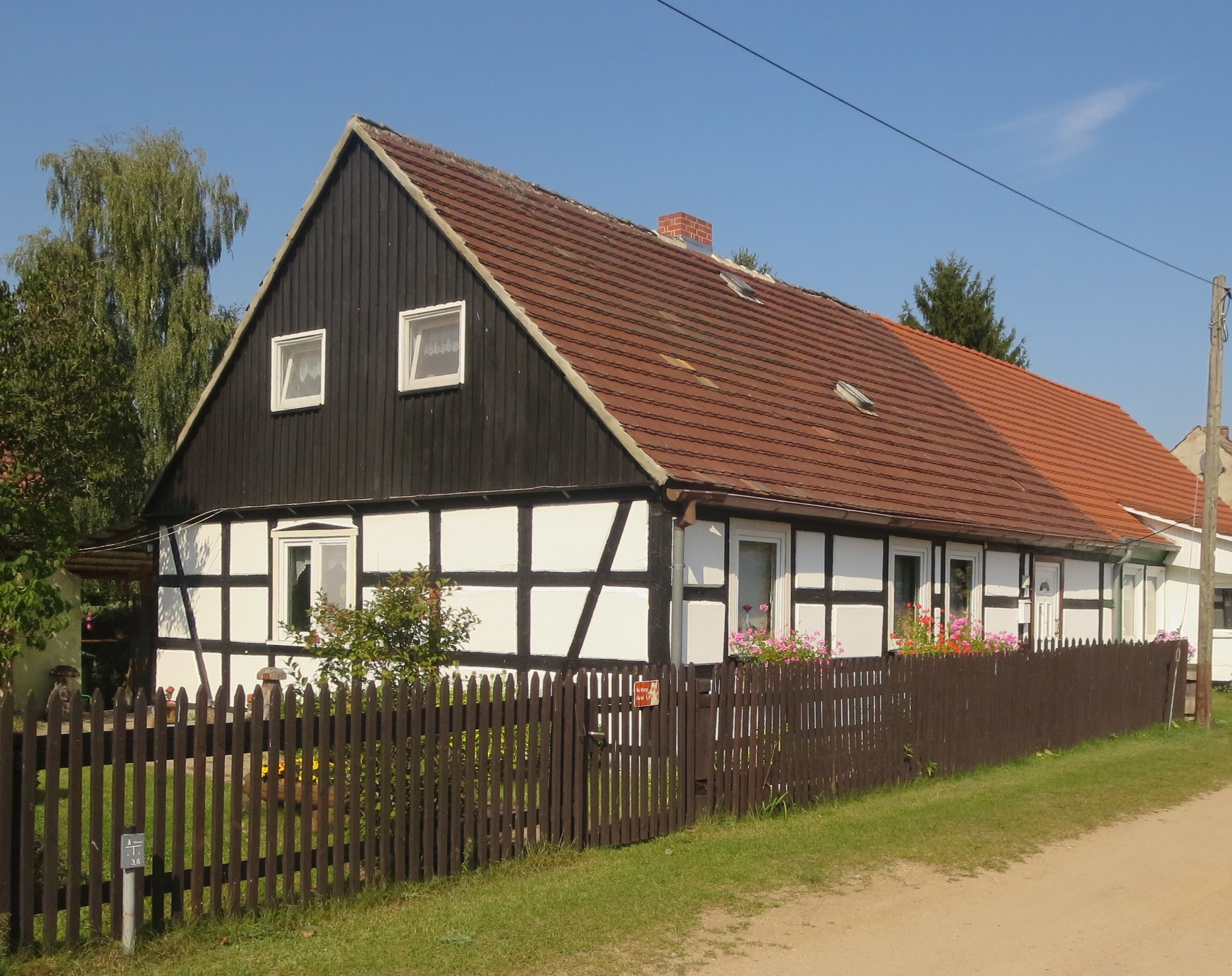
Baudenkmal Bebersee 1

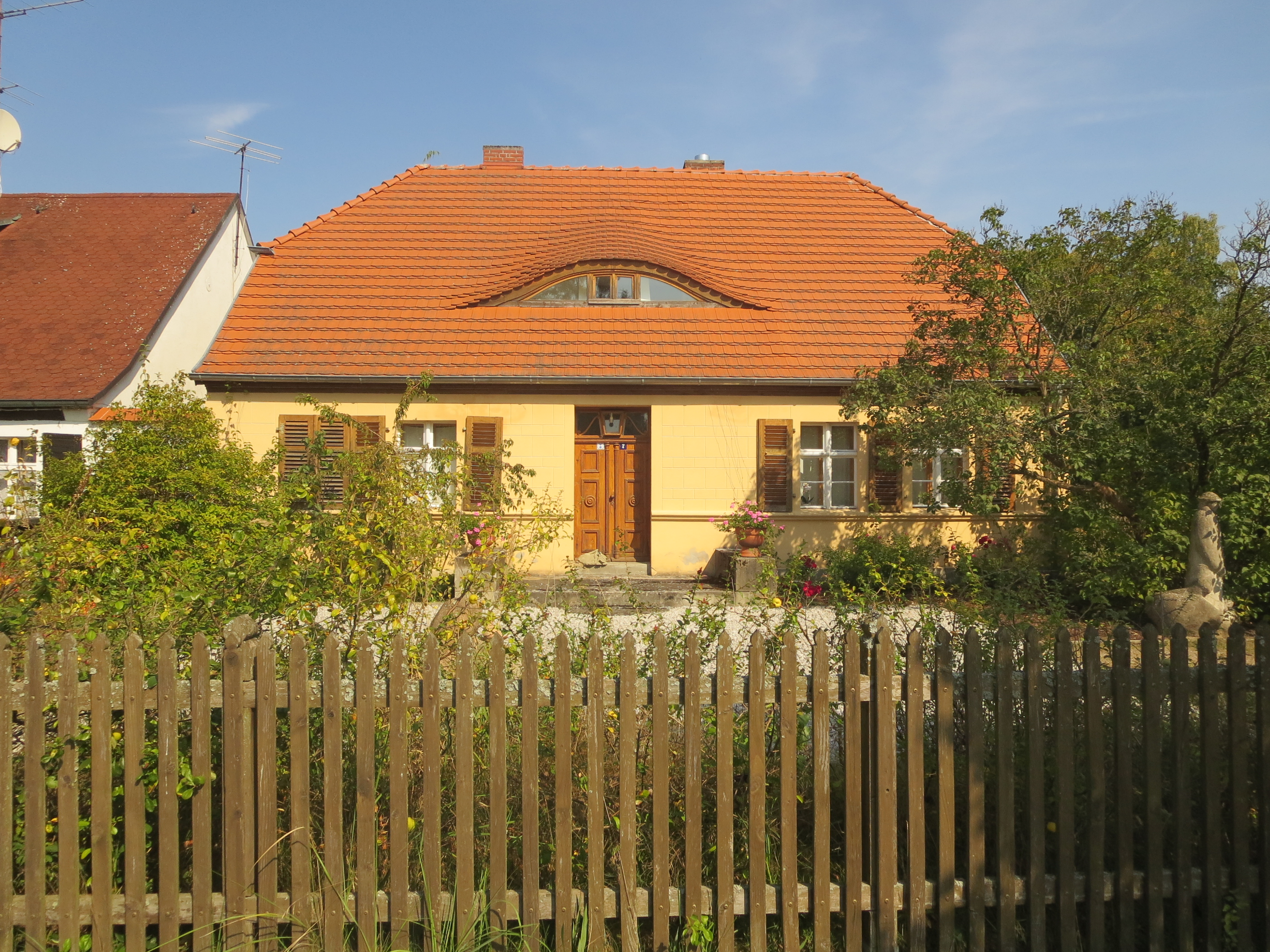
Baudenkmal Bebersee 7

### Baudenkmale
- Bebersee, Wucker 2,3, Reste des Landsitzes Carinhall, bestehend aus zwei Unterkunftshäusern für Wachmannschaften, einer Toranlage mit zwei Postenhäuschen und einer dahinter anschließenden Kastanienallee.
- Bebersee 1,1a, 2–29, die Ortslage Bebersee[11]
- Bebersee 7, Wohnhaus
- Bebersee 14, Alte Schule mit Vorplatz Stallung und Garten
- Bebersee 22, Wohnhaus und Stallgebäude

### Bodendenkmal
- Bebersee, Flur 3/Joachimsthal, Flur 3: eine Siedlung des slawischen Mittelalter, eine Wüstung des deutschen Mittelalter.

## Persönlichkeiten
- Erna Taege-Röhnisch (* 12. Januar 1909 in Bebersee, Haus Nr. 28, † 4. Mai 1998 in Templin), deutsche Mundartschriftstellerin
- Jürgen Holtz (1932–2020), Schauspieler, 1949 Internatsschüler in Döllnkrug
- Heinz Jankofsky (* 28. September 1935 in Berlin; † 2. Mai 2002 in Bebersee, wohnte seit 1968 im Haus Nr. 25), deutscher Karikaturist.